# Marc Surer
Marc Surer (Arisdorf, Suiza, 18 de septiembre de 1951) es un expiloto suizo de automovilismo. Ha participado en 87 Grandes Premios de Fórmula 1, debutando el 9 de septiembre de 1979.
En la actualidad, trabaja como comentarista de Fórmula 1 en Sky Deutschland.